# تپه تخ تخ
تپه تخ تخ مربوط به هزاره سوم قبل از میلاد است و در شهرستان تکاب، بخش تکاب واقع شده و این اثر در تاریخ ۱۷ خرداد ۱۳۳۵ با شمارهٔ ثبت ۱۲۳۴ به‌عنوان یکی از آثار ملی ایران به ثبت رسیده است.